# River: The Joni Letters
«River: The Joni Letters» — 47-й студийный альбом американского джазового музыканта Херби Хэнкока, вышедший 25 сентября 2007 года на лейбле The Verve Music Group. Это трибьют-альбом, большая часть песен которого изначально были написаны и исполнялись певицей Джони Митчелл ранее.

## История создания
Херби Хэнкок является давним другом Джони Митчелл, как и саксофонист Уэйн Шортер, который играет на протяжении всего альбома. Ранее сотрудничал с Митчелл на её альбоме 1979 года Мингус, и оба продолжили сотрудничество позднее.
Приглашенными вокалистами выступили Леонард Коэн, Тина Тёрнер, Нора Джонс, Корин Бэйли Рэй, Luciana Souza и сама Джони Митчелл.

## Трек — лист
Все песни были написаны Джони Митчелл, за исключением особо оговоренных случаев.
1. «Court and Spark» (при участии Норы Джонс) — 7:35
2. «Edith and the Kingpin» (при участии Тины Тёрнер) — 6:32
3. «Both Sides, Now» — 7:38
4. «River» (при участии Корин Бэйли Рэй) — 5:25
5. «Sweet Bird» — 8:15
6. «Tea Leaf Prophecy» (при участии Джони Мичелл) (Joni Mitchell, Larry Klein) — 6:34
7. «Solitude» (Эдди ДеЛанж, Дюк Эллингтон, Ирвин Миллс) — 5:42
8. «Amelia» (при участии Luciana Souza) — 7:26
9. «Nefertiti» (Уэйн Шортер) — 7:30
10. «The Jungle Line» (при участии Леонарда Коэна) — 5:00

Бонус-треки
Два эксклюзивных дополнительных бонус-трека на версии Amazon.com:
1. «A Case of You» — 7:36
2. «All I Want» (при участии Сони Кичел) — 4:15

Дополнительные два бонус-трека на цифровой версии iTunes Store:
1. «Harlem in Havana»
2. «I Had a King»

## Состав
- Херби Хэнкок — фортепиано
- Уэйн Шортер — сопрано- и тенор-саксофон
- Дэйв Холланд — контрабас
- Лайонелл Люк — гитара
- Винни Колаюта — барабаны
- Ларри Кляйн — бас на треке «All I Want»

## Награды
Альбом получил премию «Грэмми» в самой престижной номинации — «альбом года» в 2008 году, став вторым в истории джазовым альбомом, победившим в этой номинации.